# 飛機總動員：打火英雄
《飛機總動員：打火英雄》（英語：Planes: Fire & Rescue）是一部於2014年上映的美國動畫喜劇冒險電影。

## 劇情
自從贏得世界大賽之後，農用飛機德思奇已經成為盡人皆知的草根冠軍。可是有一天在練習時，他的身體發現異樣。經檢查後知道他的引擎齒輪箱出了問題，該型號的齒輪箱由於老舊已經停產，這也意味著德思奇再也無法參加激烈的比賽。一天夜裡，不甘失敗的德思奇繼續挑戰極限，結果引發彎角服務站機場加油站的大火。雖然被年老的消防車梅叔僥倖撲滅火災，但是由於機場安全消防措施不過關，需要多一位消防員，否則面臨著機場被關閉的命運。德思奇為這事件負責一切，他前往山林消防基地培訓，改裝成水上飛機。由刀鋒負責訓練德思奇，但德思奇的引擎問題，一直沒有合格。直到一次山火，山上有多個火頭，德思奇因引擎問題而困擾著，沒有聽從刀鋒的指示，他飛到湖上裝水阻止火勢蔓延。最後德思奇引擎進水熄火，刀鋒也成功把德思奇拉上岸，但這時火勢已經無法控制，還有刀鋒得知了德思奇的引擎出了問題，他們只好躲到一個舊礦洞裡，讓火勢燃燒過去，因此刀鋒被燒傷送回基地。郊野公園的平民開始撤離，但火勢已經蔓延到出口，大部分平民被困在火場。德思奇和其他消防員救下了被困在火場平民，但最終德思奇用力過度而墜機，昏迷了五天才醒來，消防基地的維修員彈珠把德思奇的引擎齒輪箱完全修理好。德思奇也成功畢業、機場重新開放，他也可以繼續參加激烈的比賽。

## 角色

### 介紹
德思奇（Dusty Crophopper）
一架空中農用機Tractor AT-802飛機。
将军（Blade Ranger）
AW139中型雙發直升機，偉大的將軍，電視明星，嚴厲與謹慎，對隊友一絲不苟，空中消防指揮員。
迪寶（Lil' Dipper）
CL-415滅火兩棲飛機，女漢子性格，在安克拉治時候有…很多男人，都被用棍子趕走了。
威風霸（Windlifter）
CH-54直升機，他力氣大，沉默寡語，知道許多汽車世界古老傳說。
威風隊長（Skipper Riley）
沃特F4U海盜戰機老兵，德思奇的師傅。
查哥（Chug）
加油卡車。
斯巴克（Sparky）
威風隊長的跟班。
多蒂（Dottie）
機械師。
卡比（Cabbie）
C-119運輸機，在軍隊服役過，喜歡無線電，有點自戀。
戴迪曼（Dynamite）
空降森林消防員 (Smokejumpers) 的成員，空降消防指揮員。
小松（Pinecone）
空降森林消防員 (Smokejumpers) 的成員，推土機。
雪龙（Avalanche）
空降森林消防員 (Smokejumpers) 的成員，推土機。
小黑（Blackout）
空降森林消防員 (Smokejumpers) 的成員，電鋸工具。
小滴（Drip）
空降森林消防員 (Smokejumpers) 的成員，起重機。
彈珠（Maru）
維修員。
波頓叔（Leadbottom）
雙翼機。
梅叔（Mayday）
年長的消防車。
普拉斯基（Pulaski）
森林消防車。
潘崎（Patch）
負責消防控制搭。

### 配音員
| 配音               | 配音   | 配音   | 配音   | 角色                                   |
| 美國               | 台灣   | 香港   | 大陸   | 角色                                   |
| ------------------ | ------ | ------ | ------ | -------------------------------------- |
| 丹尼·庫克          | 李勇   | 周俊偉 | 謝添天 | 德思奇（Dusty Crophopper）             |
| 史戴西·奇屈        | 林谷珍 | 周志輝 | 徐敏   | 威風隊長（Skipper Riley）              |
| 丹尼·曼            | 陳宗岳 | 盧俊豪 | 沈威達 | 斯巴克（Sparky）                       |
| 朱莉·鲍温          | 張乃文 | 王若琪 |        | 迪寶（Lil' Dipper）                    |
| 布拉德·加雷特      | 梁興昌 | 姜皓文 | 夏磊   | 查哥（Chug）                           |
| 泰瑞·海契          | 丘梅君 | 陳樂珈 | 馮駿驊 | 多蒂（Dottie）                         |
| 柯蒂斯·阿姆斯壯    | 姜先誠 | 龍天生 |        | 丸仔（Maru）                           |
| 艾德·哈里斯        | 陳宗岳 | 張國強 |        | 將軍（Blade Ranger）                   |
| 維斯·史圖迪        | 符爽   |        |        | 風昇機（Windlifter）                   |
| 道爾·戴            | 符爽   |        |        | 卡比（Cabbie）                         |
| 瑞吉娜·金          | 汪世瑋 |        |        | 戴妮曼（Dynamite）                     |
| 科麗·英格里希      |        |        |        | 小松（Pinecone）                       |
| 布萊恩·卡爾倫      |        |        |        | 雪龍（Avalanche）                      |
| 丹尼·帕多          |        |        |        | 小黑（Blackout）                       |
| 馬特·秋思          | 夏治世 |        |        | 小滴（Drip）                           |
| 佛莱德·威拉特      | 夏治世 | 葉振聲 |        | 內政部長（Secretary of the Interior）  |
| 藝人克里克         | 佟紹宗 | 葉振聲 | 符沖   | 波頓叔（Leadbottom）                   |
| 杰瑞·斯蒂勒        | 楊少文 |        |        | 哈維（Harvey）                         |
| 安妮·米拉          | 崔幗夫 | 林丹鳳 |        | 維妮（Winnie）                         |
| 艾瑞克·艾斯崔德    | 符爽   | 黃積權 |        | 尼克洛培茲（Nick "Loop'n" Lopez）      |
| 約翰·邁克·希金斯   | 李勇   |        |        | 校準微調（Superintendent Cad Spinner） |
| 貝瑞·科爾賓        | 陳宗岳 |        |        | OL'干擾器（Ol' Jammer）                |
| 賀爾·賀爾布魯克    |        |        |        | 梅叔（Mayday）                         |
| 凯文·迈克尔·理查森 |        |        |        | 萊克（Ryker）                          |
| 派屈克·華博頓      | 陳旭昇 |        |        | 普拉斯基（Pulaski）                    |
| 布拉德·帕斯利      |        |        |        | 布巴（Bubba）                          |
| 凱莉·瓦格          | 劉小芸 |        |        | 潘琦（Patch）                          |
| 雷內·奧柏戎諾瓦    |        | 黃積權 |        | 禮賓部（Concierge）                    |
| 史蒂夫·思奇里帕    |        |        |        | 史蒂（Steve）                          |
| 布倫特·慕斯伯格    |        | 馬啓仁 | 苏鑫   | 布倫特（Brent Mustangburger）          |
| 约翰·拉岑贝格尔    |        |        |        | 波迪（Brodi）                          |

## 評價
爛番茄新鮮度44%，基於89條評論，平均分為5.2/10，而在Metacritic上得到48分，IMDB上得6分，差評居多。

## 外部連結
- 互联网电影数据库（IMDb）上《Planes: Fire & Rescue》的资料（英文）
- 爛番茄上《飛機總動員：打火英雄》的資料（英文）
- Box Office Mojo上《飛機總動員：打火英雄》的資料（英文）
- AllMovie上《飛機總動員：打火英雄》的资料（英文）
- 豆瓣电影上《飛機總動員2》的資料 （简体中文）
- 时光网上《飛機總動員：火線救援》的資料（简体中文）
- 開眼電影網上《飛機總動員：打火英雄》的資料（繁體中文）
- 飛機總動員：打火英雄的Facebook專頁